# Chiesa di Santa Maria delle Vittorie (Arco, Italia)
La chiesa di Santa Maria delle Vittorie è una chiesa sussidiaria nella frazione di Linfano di Arco nel Basso Sarca in Trentino. Fa parte della parrocchia di Santa Maria Assunta quindi rientra nella zona pastorale di Riva e Ledro dell'arcidiocesi di Trento e risale al XV secolo.

## Storia

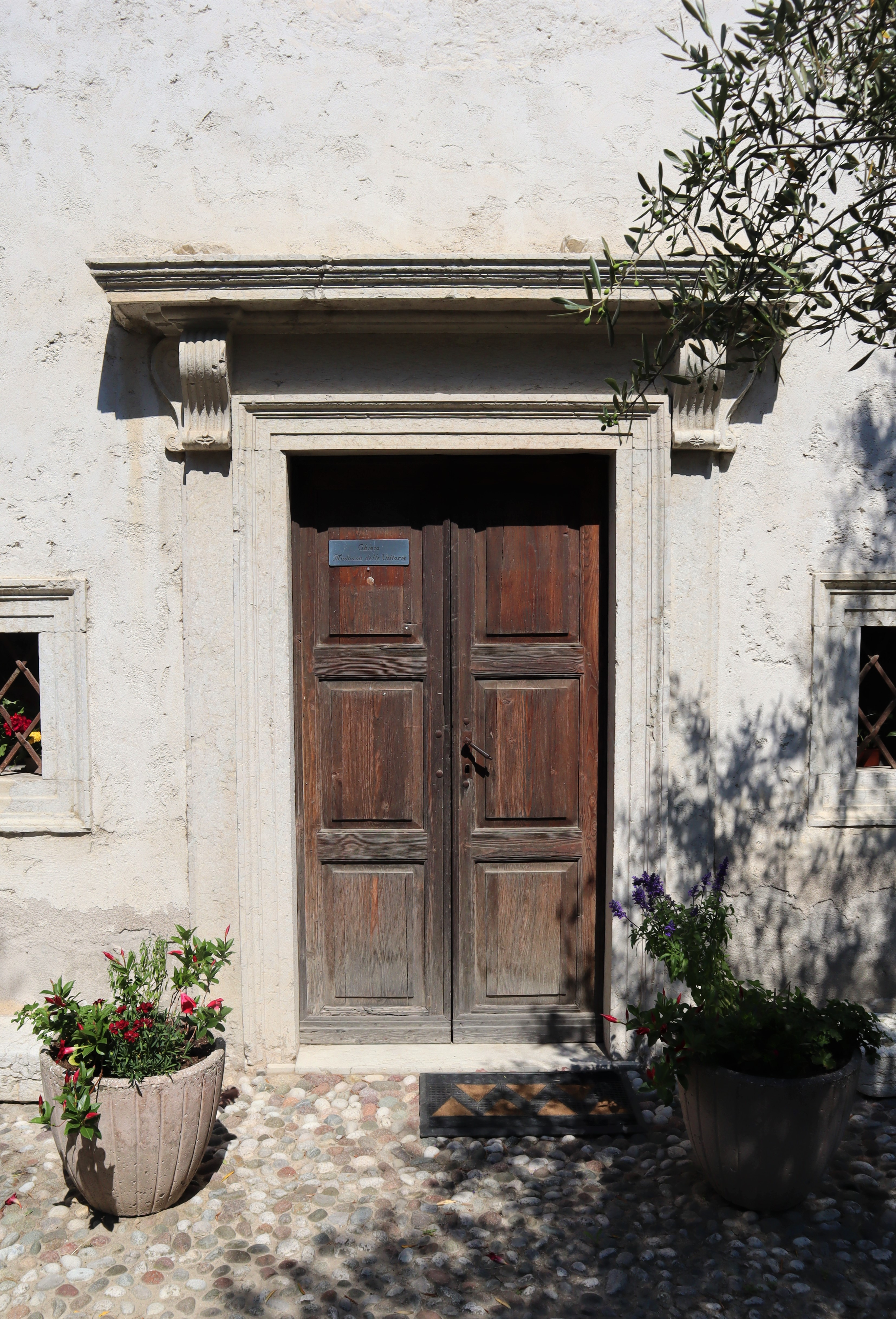
Portale architravato

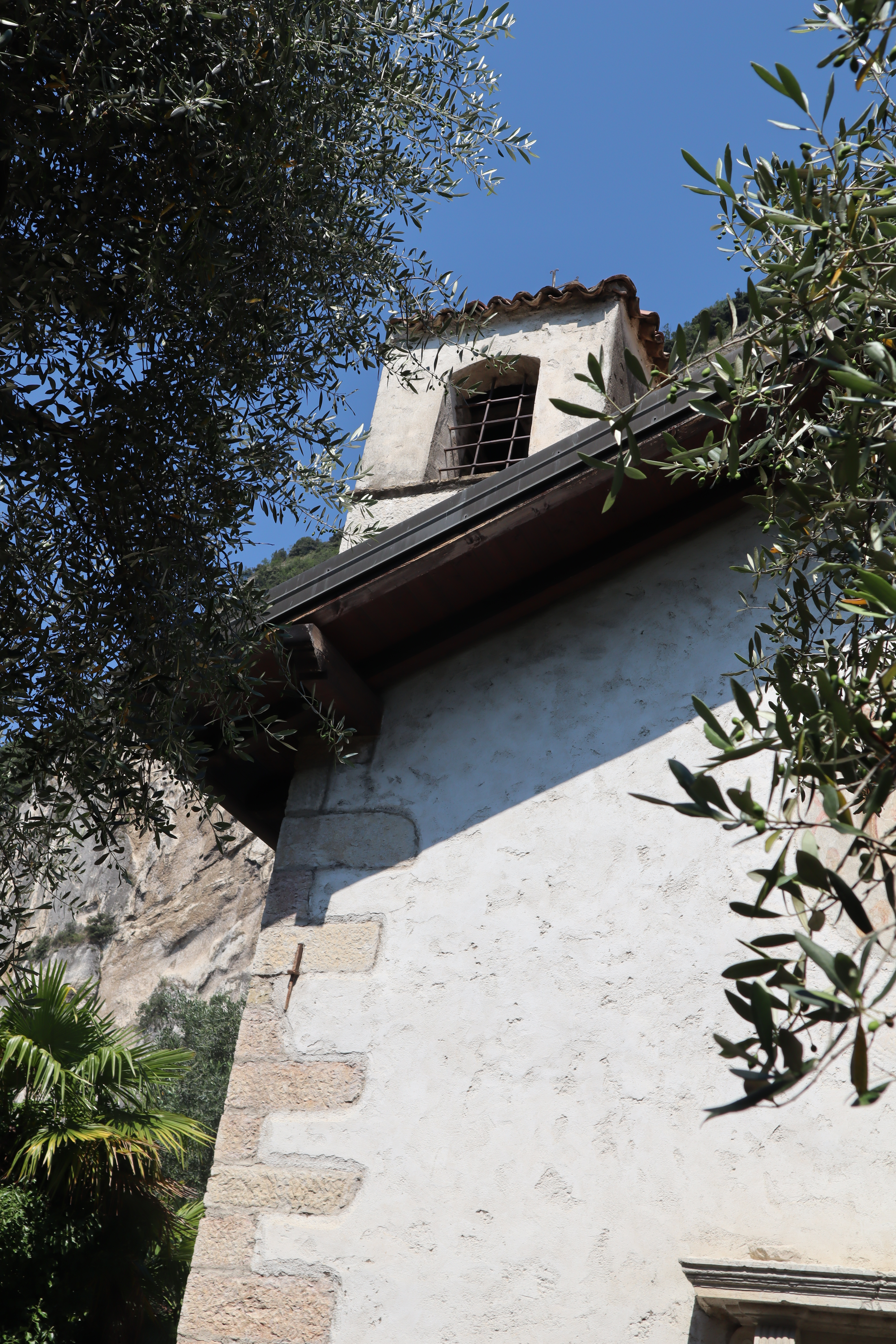
campanile sul tetto

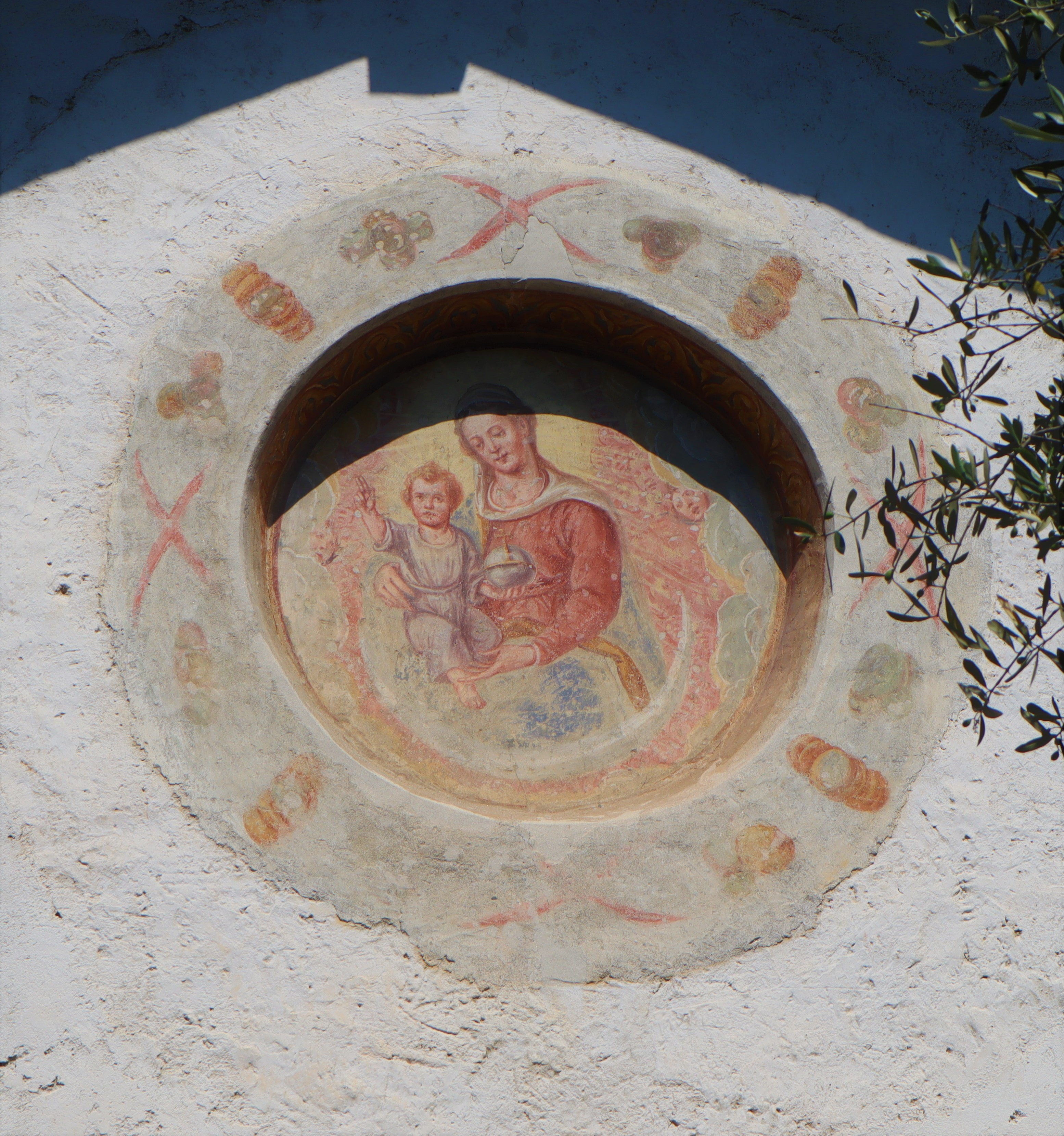
Particolare della facciata. Affresco con immagine che raffigura Santa Maria col Bambino

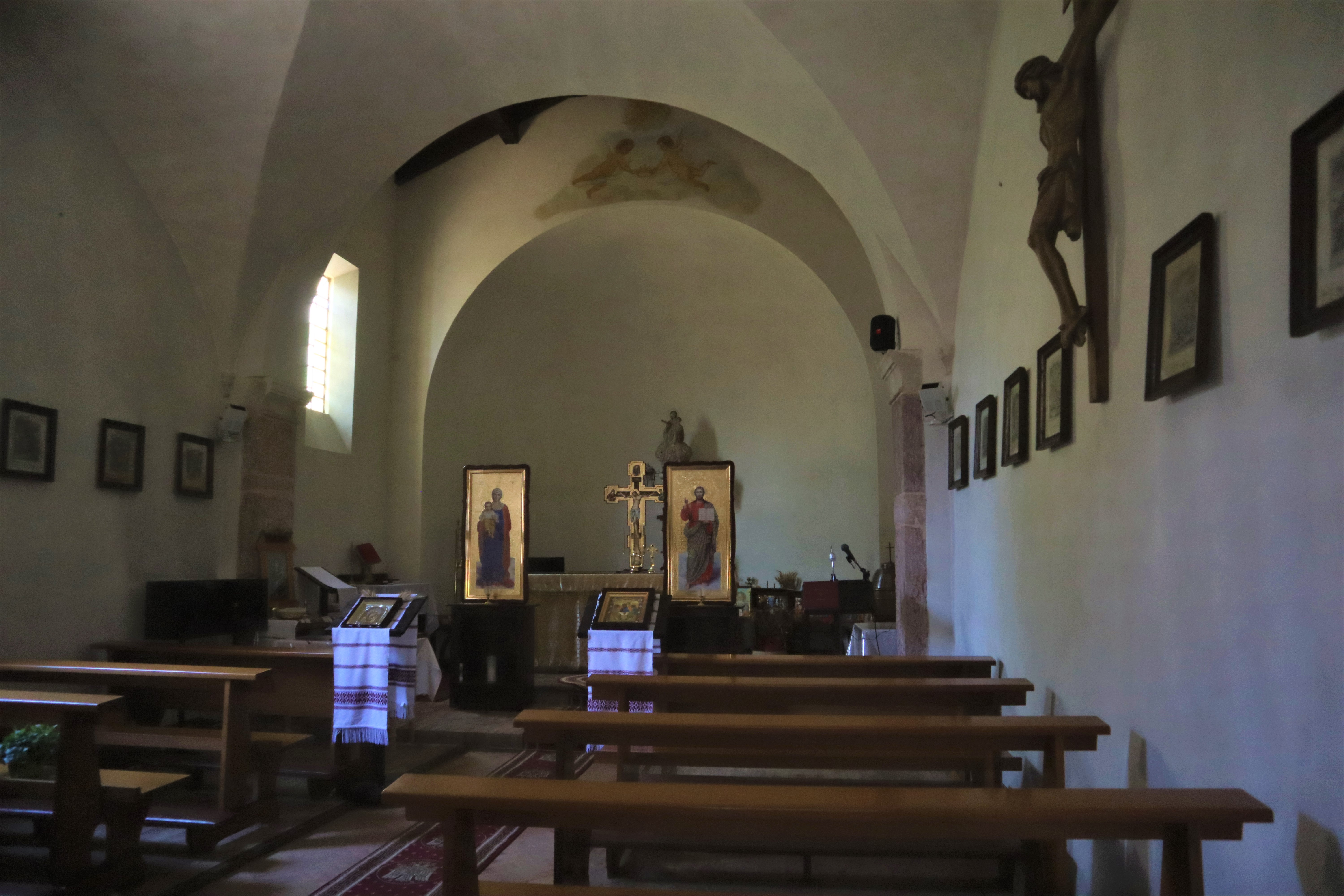
Interno della sala

Il principe vescovo Carlo Gaudenzio Madruzzo diede facoltà nel 1609 ai consoli di Arco di ultimare la costruzione della chiesa dedicata alla Madonna in località Linfano principiata, et quasi compiuta oltre un secolo prima, e questo per onorare un voto fatto dai fedeli della comunità.
Nel 1626 i lavori vennero così quasi ultimati, anche se non del tutto conclusi per sopravvenute difficoltà di trovare i finanziamenti necessari. L'edificio venne terminato l'anno successivo.
Durante il primo conflitto mondiale subì vari danni per lo scoppio di una granata che colpì la chiesa. Questi vennero riparati nel primo dopoguerra e, nel 1948, l'edificio venne ingrandito sia nell'abside sia nella sacrestia. Una ristrutturazione è stata realizzata alla fine del XX secolo.

## Descrizione

### Esterni
La piccola chiesa si trova nella parte meridionale del territorio di Arco, tra l'altura del monte Brione ed il fiume Sarca, a breve distanza dal lago di Garda e mostra orientamento verso ovest. Il nome di Madonna delle Vittorie potrebbe essere legato ad un fatto militare, cioè ad una vittoria della Serenissima che dominò il territorio sino al 1509.
La facciata a capanna è semplice a due spioventi con portale architravato. La piccola torre campanaria si trova in posizione avanzata sulla parte sinistra della copertura della chiesa.
Una piccola pittura murale ricorda i cinque appartenenti ai Corpi Volontari Lombardi caduti durante la battaglia di Linfano del 18 aprile 1848.

### Interni
La navata interna è unica con volta a crociera. Sia all'interno sia all'esterno sono conservati affreschi attribuiti a Giovanni Antonio Zanoni.